# بوسانسكي أوسريدسي
بوسانسكي أوسريدسي هي قرية في البوسنة والهرسك. وهي تقع على أراضي مدينة بيهاتش التابعة لكانتون يونا-سانا في اتحاد البوسنة والهرسك. طبقا لنتائج تعداد البوسنة عام 2013 فقد كان عدد سكانها 19 نسمة.
قبل حرب البوسنة والهرسك كانت القرية جزء من بلدية درفار، وتقع أيضا في اتحاد البوسنة والهرسك، ولكن في كانتون 10.

## التركيبة السكانية

### التطور التاريخي للسكان
| 1961 | 1971 | 1981 | 1991 | 2013 |
| ---- | ---- | ---- | ---- | ---- |
| 515  | 401  | 299  | 219  | 19   |

## وصلات خارجية
- (بالإنجليزية) Maplandia